# مدل آب زیرزمینی

سطح مقطع آبخوان معمولی

مدل‌های آب زیرزمینی، مدل‌های کامپیوتری سیستم‌های جریان آب زیرزمینی هستند و توسط هیدرولوژیست‌ها و هیدروژئولوژیست‌ها استفاده می‌شوند. مدل‌های آب زیرزمینی برای شبیه‌سازی و پیش‌بینی شرایط آبخوان استفاده می‌شوند.